# Georg Adam von Starhemberg
Georg Adam, hrabia, potem książę von Starhemberg (ur. 1724 w Londynie, zm. 1807 w Wiedniu) – austriacki mąż stanu i dyplomata.

## Rodzina
Jego ojcem był hrabia Conrad Sigmund von Starhemberg, ambasador Austrii w Londynie, matką zaś Maria Leopoldyna hrabina Löwenstein-Wertheim-Rochefort (1689-1763). (Jerzy I Hanowerski był ojcem chrzestnym Georga Adama).
Georg Adam żenił się dwukrotnie; pierwsza jego wybranką była (ślub 13 XI 1747) jego kuzynka hrabina Maria Theresia Esther von Starhemberg, drugą (1 VII 1761), księżna Maria Franciszka von Salm-Salm. Jego synem był Ludwig von Starhemberg (1762-1833).

W roku 1783 odziedziczył większość dóbr rodu Starhemberg. Przebudował wtedy Pałac Starhemberg przy Minoritenplatz.

## Kariera polityczna
Starhemberg został wysłannikiem (ministre plénipotentiaire) Austrii w Lizbonie, następnie w Madrycie, a w końcu ambasadorem w Paryżu w latach 1753–1766. W marcu 1766 roku odwiedził go w Paryżu jego stary znajomy polski poseł Feliks Franciszek Łoyko.
Od roku 1766 Starhemberg zasiadał w Radzie stanu w Wiedniu. Józef II Habsburg nie cenił go jednak zbytnio, więc odesłał go w 1770 jako ministre plénipotentiaire do Brukseli.
Po 1780 Namiestnik Niderlandów Austriackich. Na tym stanowisku pomagał mu wydatnie Patrice-François, hrabia de Neny (1716-1784). 9 maja 1783 zawezwano Starhemberga z powrotem do Wiednia, gdyż nie dość entuzjastycznie był nastawiony do reform cesarza Józefa.
W roku 1759 otrzymał Order Złotego Runa, w listopadzie 1765 uczyniony księciem Rzeszy.